# Jan Czochralski

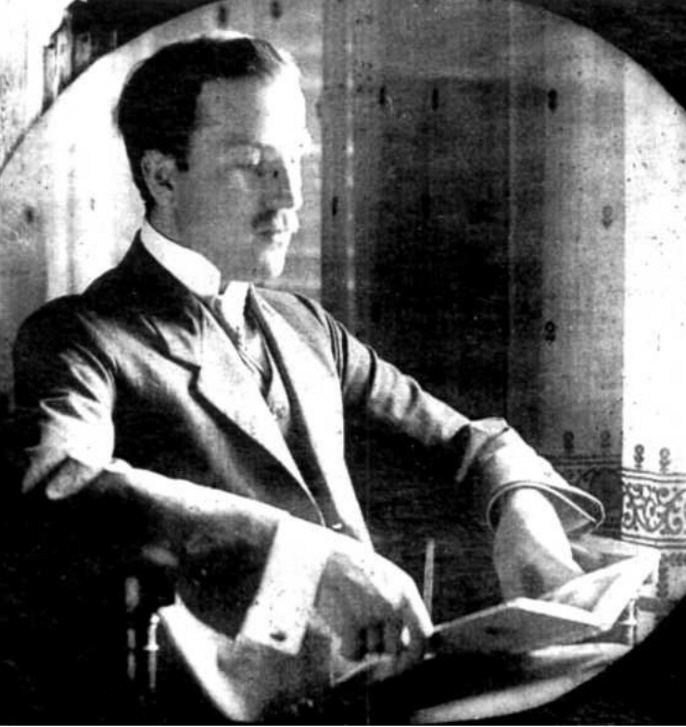
Jan Czochralski, ok. 1910

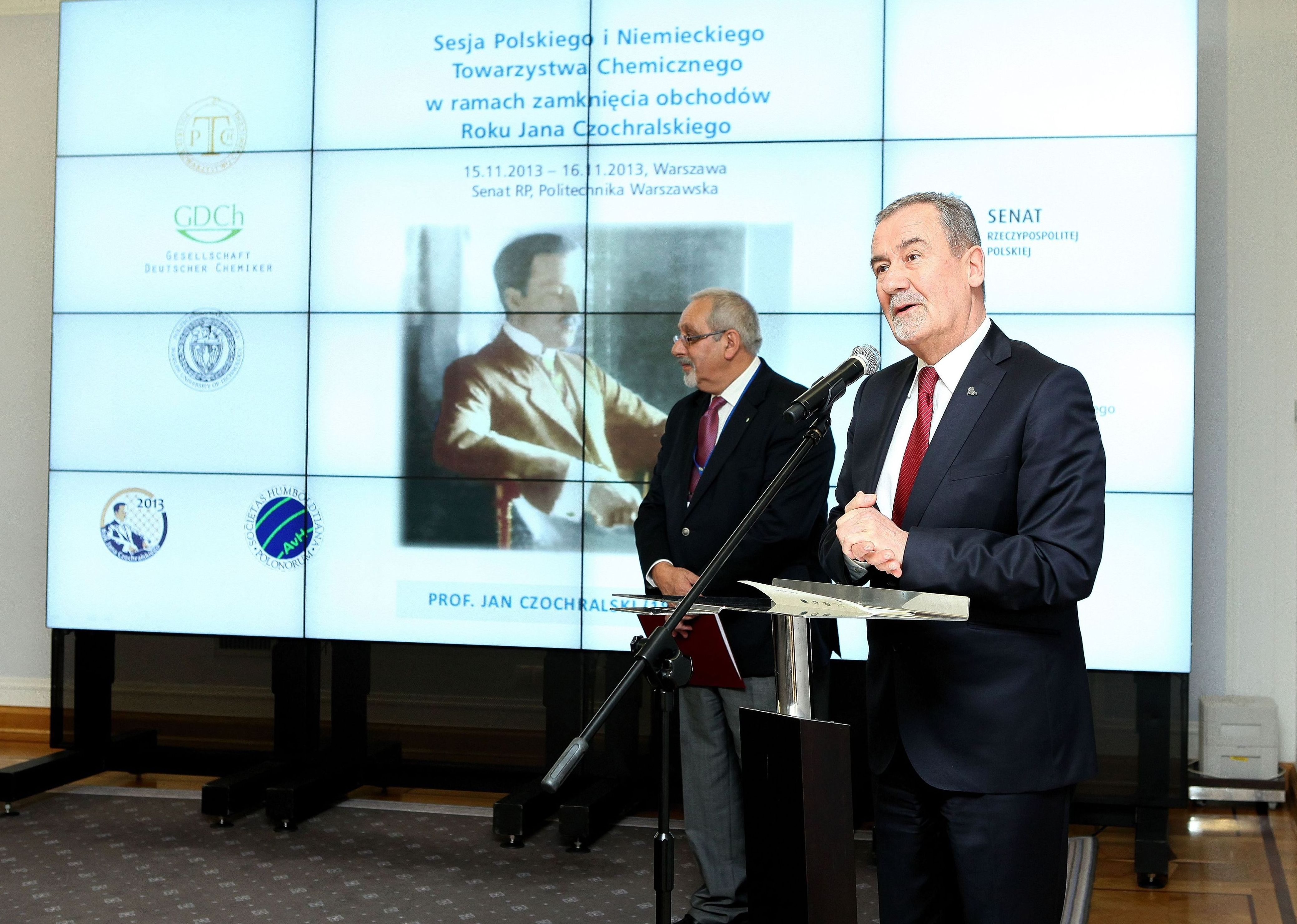
Otwarcie sesji naukowej Polskiego Towarzystwa Chemicznego i Niemieckiego Towarzystwa Chemicznego poświęconej Janowi Czochralskiemu w Senacie (2013)

Jan Czochralski (ur. 23 października 1885 w Kcyni, zm. 22 kwietnia 1953 w Poznaniu) – polski chemik, metaloznawca. Wynalazca powszechnie stosowanej metody otrzymywania monokryształów krzemu (nazwanej później metodą Czochralskiego), będącej podstawą procesu produkcji układów scalonych. Najczęściej cytowany polski uczony, radca Izby Przemysłowo-Handlowej w Warszawie w 1935 r. Jego bratankiem był germanista prof. Jan Antoni Czochralski.

## Życiorys

### Wczesne lata
Urodził się w Kcyni na Pałukach, znajdującej się wówczas w zaborze pruskim. Był ósmym z dziesięciorga dzieci stolarza Franciszka Czochralskiego i Marty Suchomskiej. Zgodnie z wolą ojca Jan ukończył Seminarium Nauczycielskie w Kcyni, jednak wyniki egzaminu maturalnego nie spełniły jego oczekiwań. Po otrzymaniu świadectwa, gdy był już pewien, że nie grozi mu za to kara, miał je podrzeć, mówiąc „Proszę przyjąć do wiadomości, że nigdy nie wydano bardziej krzywdzących ocen”. Brak tego dokumentu zamknął młodemu Czochralskiemu drogę do dalszej kariery nauczycielskiej i naukowej. Nie powstrzymało go to jednak od oświadczenia, że wróci w rodzinne strony dopiero wtedy, gdy zdobędzie sławę.
Interesował się chemią. W wieku 16 lat zamieszkał u brata w Trzemesznie koło Rozdrażewa, niedługo potem rozpoczął pracę w aptece w Krotoszynie, gdzie prowadził eksperymenty naukowe w dziedzinie chemii.

### Pobyt w Berlinie i początek kariery naukowej
W 1904 r. wyjechał do Berlina, gdzie rozpoczął pracę w aptece i drogerii dr A. Herbranda w Altglienicke, a następnie w AEG-Kabelwerk Oberspree. Zajmował się określaniem jakości i czystości rud, olejów, smarów, metali, stopów i ich półproduktów oraz rafinowaniem miedzi. W tym czasie uczęszczał na wykłady chemii na Politechnice w Charlottenburgu pod Berlinem jako wolny słuchacz. Tam także poznał swoją przyszłą żonę, Marguerite Haase, pianistkę pochodzącą z holenderskiej rodziny osiadłej w Berlinie.
W 1906 r. podjął swoje pierwsze prace badawcze w laboratorium firmy Kunheim & Co., a rok później w Allgemeine Elektricitäts-Gesellschaft (AEG), gdzie został kierownikiem działu badania stali i żelaza. W 1910 r. na Politechnice w Charlottenburgu uzyskał dyplom inżyniera chemika.
W latach 1911–1914 był asystentem Wicharda von Moellendorffa, z którym opublikował swoją pierwszą pracę poświęconą krystalografii metali, a dokładniej podwalinom późniejszej teorii dyslokacji. Od tamtej pory właśnie metalografia stała się dziedziną, której Czochralski poświęcił resztę życia. Pierwsze publikacje były poświęcone zastosowaniu aluminium w elektronice. Największy rozgłos przyniosła mu odkryta w 1916 r. metoda pomiaru szybkości krystalizacji metali, wykorzystywana obecnie do produkcji monokryształów krzemu. Według popularnej anegdoty metodę tę odkrył przypadkowo, zanurzając pióro w tyglu z gorącą cyną zamiast w kałamarzu.

### Rozkwit kariery naukowej
W 1917 r. przeniósł się do Frankfurtu nad Menem, gdzie został szefem laboratorium metaloznawczego Metallbank und Metallurgische Gesellschaft AG. Tam opracował i w 1924 r. opatentował bezcynowy stop łożyskowy, który wykorzystano w produkcji panewek do ślizgowych łożysk kolejowych. Stop zwany był w Polsce metalem B, a produkowały go zakłady Ursus. Stop spowodował rewolucję w kolejnictwie, przyczyniając się do zwiększenia prędkości i niezawodności ruchu pociągów, co przynosiło liczne oszczędności eksploatacyjne. Wynalazek ten był szczególnie istotny dla gospodarki Niemiec, którą objęto zakazem importu cyny. Patent zakupiony został przez niemiecką kolej (Bahnmetal) oraz liczne państwa, m.in.: USA, ZSRR, Czechosłowację, Francję i Anglię. Metal B był wykorzystywany powszechnie do lat 60. XX wieku, gdy łożyska ślizgowe zastąpiono tocznymi. Metal B pozwolił Czochralskiemu znacznie się wzbogacić. Głównym celem młodego Czochralskiego było jednak wprowadzenie aluminium do elektroniki, a więc pionierskie prace nad technologią produkcji blach, drutów i wyprasek aluminiowych, badanie stopów aluminium i standaryzacja badań metalograficznych. W 1924 r. został wiceprzewodniczącym, a w 1925 r. przewodniczącym Niemieckiego Towarzystwa Metaloznawczego i członkiem honorowym Międzynarodowego Związku Badań Materiałoznawczych w Londynie. Henry Ford zaproponował mu pracę w laboratorium swojej firmy w Detroit, z czego Czochralski jednak nie skorzystał.

### Powrót do Polski
W 1925 r. pojawiła się propozycja powrotu do Polski i objęcia katedry na Politechnice Warszawskiej. Po rozmowach m.in. z prezydentem Rzeczypospolitej Ignacym Mościckim i na jego osobiste zaproszenie, w 1928 r. powrócił do kraju, rezygnując ze wszystkich pełnionych w Niemczech funkcji i odrzucając propozycję objęcia posady dyrektora nowo powstałej fabryki duraluminium w amerykańskich zakładach Forda. W 1928 lub 1929 r. otrzymał doktorat honoris causa Politechniki Warszawskiej, co pozwoliło na nadanie mu w 1930 r. tytułu profesora pomimo braku doktoratu i habilitacji. Objął posadę profesora na Wydziale Chemicznym Politechniki Warszawskiej, gdzie specjalnie dla niego została utworzona Katedra Metalurgii i Materiałoznawstwa, która bezpośrednio współpracowała z Ministerstwem Spraw Wojskowych. Katedrę wyposażono w najnowocześniejszy sprzęt. Czochralski zbudował Instytut Metalurgii i Metaloznawstwa i miał prawo zatrudniać tylu ludzi, ilu potrzebował. To wywołało niezadowolenie u kolegów profesorów (Witold Broniewski), co w przyszłości obróciło się przeciwko Czochralskiemu. Instytut Metalurgii i Metaloznawstwa na Politechnice Warszawskiej wykonywał głównie zlecenia dla wojska.
Nie jest jasny powód przyjazdu do Polski. Według badań Stefana Bratkowskiego Czochralski współpracował z polskim wywiadem wojskowym, a z Niemiec wyjechał z powodu grożącej mu dekonspiracji. Żeby przyjąć obywatelstwo polskie, zrzekł się obywatelstwa niemieckiego, ale nie zostało to uznane przez władze niemieckie.

#### Działalność w kraju
Czochralski był zamożnym człowiekiem. Jak twierdził, do Polski przywiózł ok. 1,5 mln złotych. Patenty przynosiły mu dalsze dochody. Brał ogromne sumy za konsultacje w Polsce i poza granicami. Kupił piękną willę w Warszawie przy ul. Nabielaka (koło Belwederu), w Kcyni budował willę, nazwaną na cześć żony, Margowo, pełniącą funkcję letniej rezydencji. Fundował stypendia dla studentów. W willi przy Nabielaka Czochralscy prowadzili salon literacki; sam Czochralski pisał wiersze (najobszerniejszy tomik to „Maja. Powieść miłosna”), kolekcjonował dzieła sztuki i udzielał się społecznie. Wspomagał finansowo rekonstrukcję dworku Chopina w Żelazowej Woli, współfinansował wykopaliska w Biskupinie oraz prace odkrywkowe ropy w rejonie Kcyni.

#### Konflikt z Broniewskim i sprawa polskości Czochralskiego
W 1934 r. popadł w dalszy konflikt z prof. Witoldem Broniewskim, który zarzucał mu czerpanie korzyści majątkowych z „nieudolnego wynalazku”, z działalności społecznej oraz sprzedania polskiemu wojsku i kolejom złego stopu w celu sabotażu na rzecz Niemiec. Zarzucał też, że stop B ma gorsze właściwości niż inne stopy i nie nadaje się do stosowania w transporcie. Broniewski konkludował, że Czochralski działał na szkodę polskiego przemysłu zbrojeniowego, a tym samym państwa polskiego. Według Broniewskiego „z ducha jest raczej Niemcem niż Polakiem” i dlatego nie powinien być szefem Instytutu Metalurgii i Metaloznawstwa. Czochralski nazywał Broniewskiego wrogiem państwa polskiego. Adwersarze stanęli do pojedynku (rezultat nie jest znany), a później spotkali się w sądzie. Proces przerodził się w spór nad polskością Czochralskiego. Szczególnie drażliwa okazała się sprawa jego obywatelstwa. Po powrocie do Polski podpisał deklarację, że z chwilą objęcia katedry zrzeka się obywatelstwa niemieckiego i złożył dokumenty. Sprawa okazała się bardziej złożona. Czochralski był słynnym naukowcem, związanym kontraktami i patentami. Ze względu na sprawy finansowe, kapitały w Niemczech i nieruchomości, jemu samemu nie zależało na przyspieszaniu procedury. Niemcy zwlekali ze zwolnieniem z obywatelstwa. Procedury z Niemcami w tych sprawach w tamtym czasie trwały od 10 do 15 lat. Utrata obywatelstwa niemieckiego oznaczała problemy dewizowe i uszczuplenie dochodów. W procesach zeznawali minister oświaty Świętochowski i prezydent Mościcki (który z Czochralskim utrzymywał kontakty). Ostatecznie spór zakończył się w połowie lat 30. procesami o zniesławienie, które wygrał Czochralski; na jego rzecz zeznawali oficerowie wywiadu. Sąd skazał Broniewskiego na dwa miesiące aresztu w zawieszeniu i 500 zł grzywny. Czochralski wygrał, lecz część środowiska akademickiego nigdy mu tego zwycięstwa nie wybaczyła.

#### Wojna i okupacja
Przed rozpoczęciem II wojny światowej Czochralski nie wychodził praktycznie z Ministerstwa Spraw Wojskowych. Wojna przerwała jego działalność naukową. Po wejściu Niemców podjął decyzje, które przez dziesięciolecia będą argumentem jego przeciwników. Pod koniec 1939 r. uzyskał od Niemców pozwolenie i uruchomił w Warszawie na bazie przedwojennego instytutu Politechniki Zakład Badań Materiałów. Nastąpiło to za zgodą władz konspiracyjnych Politechniki i miało na celu ochronę pracowników uczelni i wyposażenia. W następnym okresie okupacji powstały kolejne zakłady wzorowane na zakładzie Czochralskiego (łącznie powstało ich 8). Zakład wykonywał zadania na rzecz instytucji cywilnych, a także dla Wehrmachtu. Zatrudniał wielu żołnierzy Armii Krajowej. Wykonywał też prace dla podziemia: odlewano w nim granaty żeliwne z części zbadanych fragmentów V-1 oraz części do maszyn drukarskich i pistoletów, a sam Czochralski sabotował produkcję dla Wehrmachtu oraz składał meldunki wywiadowi AK. W zakładzie niszczono także przez przetopienie części elektryczne rakiet V-1 i V-2 po zbadaniu ich przez prof. Janusza Groszkowskiego. Jan Czochralski wykorzystywał też swoje osobiste kontakty z Niemcami do wydobywania ludzi z więzień i ratowania zbiorów muzealnych, dzięki jego interwencji zwolniono z obozów koncentracyjnych profesorów Mariana Świderka i Stanisława Porejko. Pośrednikiem była jego córka Leonia, która przyjaźniła się z córką szefa Urzędu Bezpieczeństwa Rzeszy. Czochralski wyciągnął z Gestapo ok. 30–50 osób. Pomógł wnukowi Ludwika Solskiego, doktorowi Marianowi Świderkowi – ojcu Anny Świderkówny. Profesor dalej mieszkał przy ul. Nabielaka, w tym czasie w dzielnicy niemieckiej. Spotykał się z Niemcami, jednak w jego domu odbywały się nadal spotkania tzw. czwartków literackich, w których brali udział: Wacław Berent, Ludwik Solski, Leopold Staff, Alfons Karny, Juliusz Kaden-Bandrowski, Adolf Nowaczyński, Kornel Makuszyński.
Podczas okupacji Czochralski używał imienia Johann i był przez Niemców traktowany jako obywatel III Rzeszy. W pierwszych dniach wojny pod Poznaniem rozstrzelano jego brata, Kornela, prowadzącego nauczanie (Czochralski dowiedział się o tym na początku 1940). Po powstaniu warszawskim uzyskał zezwolenie na wjazd do Warszawy, skąd wywoził mienie wypędzonych, a również aparaturę z Politechniki.

#### Powojenne realia i ostatnie lata życia
Koniec wojny i objęcie władzy w Polsce przez komunistów oznaczało dla Czochralskiego kolejne kłopoty. Prokurator wydał postanowienie o aresztowaniu i 7 kwietnia 1945 r. Czochralski został aresztowany jako „niejaki Jan vel Johan Czochralski, obywatel Rzeszy, dawny honorowy profesor Politechniki Warszawskiej”, pod zarzutem „współpracy z niemieckimi władzami okupacyjnymi na szkodę osób spośród ludności cywilnej, względnie Państwa Polskiego”. Od 18 kwietnia 1945 r. do 14 sierpnia 1945 r. przebywał w więzieniu w Piotrkowie Trybunalskim, Jednak Specjalny Sąd Karny w Łodzi na rozprawie w dniu 13 sierpnia 1945 r. uniewinnił go od stawianych zarzutów. W procesie zeznawał Ludwik Solski. Pomimo tego Senat Politechniki Warszawskiej (10 profesorów) odmówił przyjęcia go do pracy uchwałą z 19 grudnia 1945 r. W ten sposób wykluczono go ze środowiska i skazano na zapomnienie. Czochralski nie mógł się bronić, nie mógł też ujawnić swojej współpracy z AK, za którą groziły mu kolejne represje.
Wrócił do Kcyni i założył Zakłady Chemiczne „Bion”, produkujące różnego rodzaju wyroby kosmetyczne i drogeryjne, w tym znany „proszek od kataru z Gołąbkiem”, pastę do butów, sól peklującą oraz płyn do trwałej ondulacji.
Zmarł w szpitalu w Poznaniu 22 kwietnia 1953 r. Przyczyną śmierci był atak serca, spowodowany przeszukaniem dokonanym przez Urząd Bezpieczeństwa w jego willi w Kcyni. Został pochowany na starym cmentarzu w rodzinnej Kcyni, ale dopiero w 1998 r. na anonimowym grobie umieszczono tablicę z nazwiskiem.

## Dziedzictwo
W kwietniu 1954 r. zespół Gordona Teala z Texas Instruments skonstruował pierwszy tranzystor z kryształu krzemu wyhodowanego metodą Czochralskiego. Od tego czasu ilość produkowanego w ten sposób krzemu zaczęła rosnąć lawinowo.
Lata 50. XX wieku były okresem, kiedy uczeni z całego świata zaczęli korzystać z najważniejszego wynalazku Czochralskiego – metody krystalizacji. To przynosiło sławę twórcy i zainteresowanie jego osobą. Pierwsze próby rehabilitacji na PW w 1984 r. zakończyły się awanturą. Przy ponownym rozpatrywaniu w 1993 r. senat PW stwierdził, że dokonania Czochralskiego są olbrzymie, ale nie widzi potrzeby i możliwości uchylenia uchwały z 19 grudnia 1945 r. Politechnika Warszawska otrzymała od prokuratur okręgowych w Warszawie, Łodzi i Wrocławiu oraz Głównej Komisji Badania Zbrodni Hitlerowskich informację, że nie istnieją żadne dowody na kolaborację Czochralskiego. Potwierdziły to także archiwa sądu podziemnego Armii Krajowej. W lutym 2011 r. rektor uczelni, prof. Włodzimierz Kurnik, postanowił sięgnąć do dokumentów i definitywnie rozstrzygnąć spór o Czochralskiego. Pod kierownictwem prof. Mirosława Nadera wyruszono na poszukiwanie dokumentów w archiwach. W maju 2011 r. w Archiwum Akt Nowych odnaleziono meldunek Czochralskiego do komendy Głównej AK. Dokument składa się z dwóch kartek i nosi datę 8 czerwca 1944 r. Na stronie pierwszej jest napis „przesyłam informację od prof. Czochralskiego”. Druga to spisany raport do Oddziału II KG AK. Autor podaje, że na terenie zakładu są tartaki i hale kryte drewnem, co ułatwia pożar. Doradza jednak opanowanie, w stosownej chwili, tych magazynów z najrozmaitszym wysokowartościowym sprzętem. Jego treść nie pozostawia wątpliwości co do roli i postawy profesora w tych trudnych latach. 29 czerwca 2011 r. Senat Politechniki Warszawskiej ogłosił rehabilitację Czochralskiego.
Powstaje pytanie, jak Czochralskiemu udawało się przekazywać meldunki do Komendy Głównej AK. Odnaleziony dokument potwierdza współpracę z wywiadem AK (Oddział II). Przypuszcza się, że bezpośrednim odbiorcą meldunków był prof. Stanisław Ostoja-Chrostowski, rzeźbiarz, grafik i malarz. To on kierował referatem Korweta, do którego trafił znaleziony meldunek. Ostoja-Chrostowski i Czochralski spotykali się w salonie prowadzonym w czasie wojny przez Czochralskiego.

## Upamiętnienie
- Zespół mineralogów kierowanych przez prof. Łukasza Karwowskiego (Uniwersytet Śląski) i prof. Andrzeja Muszyńskiego (Uniwersytet Adama Mickiewicza w Poznaniu) nadał nazwę Czochralskiit nowemu pozaziemskiemu minerałowi odkrytemu w meteorycie Morasko[16].
- Szkoła Podstawowa w Kcyni im. Jana Czochralskiego[17].
- Szkoła Podstawowa nr 82 w Gdańsku im. prof. Jana Czochralskiego (imię nadano w 2015 r.).
- Poczta Polska, chcąc uczcić dokonania Polaków na świecie, wprowadziła w roku 2009 do obiegu cztery znaczki. Na znaczku o nominale 1,55 zł. przedstawiono podobiznę Jana Czochralskiego[18].
- Sejm Rzeczypospolitej Polskiej, na posiedzeniu w dniu 7 grudnia 2012 r., przyjął uchwałę w sprawie ustanowienia roku 2013 Rokiem Jana Czochralskiego[19][20][21]. Z tej okazji odbyło się wiele okolicznościowych wydarzeń mających na celu przywrócenie pamięci o jednym ze znakomitych polskich materiałoznawców. Największy rozgłos zyskał ogólnopolski flash mob „Pokaż kryształ Czochralskiego!” przygotowany przez Polskie Stowarzyszenie Dziennikarzy Naukowych. Jego uczestnicy w 128. rocznicę urodzin profesora wyjęli swoje podręczne urządzenia elektroniczne i pokazywali je – sobie nawzajem, kamerom monitoringu, przypadkowym przechodniom[4].
- W 2015 r. inicjatywa „Prosta Lekcja” wydała zeszyt szkolny z Janem Czochralskim i jego życiorysem[22].
- W 2018 r. ukazał się komiks pt. „Jan Czochralski. Człowiek, który zmienił świat” wg scenariusza Macieja Jasińskiego z rysunkami Jacka Michalskiego i przedmową Jarosława Chrostowskiego (ISBN 978-83-949231-4-3).
- W 2019 r. plac przed Centrum Nowoczesności Młyn Wiedzy w Toruniu nazwano jego imieniem[23]
- Janowi Czochralskiemu poświęcono film dokumentalny TVP z serii Geniusze i marzyciele.
- Lokomotywa EU160-017 PKP Intercity w 2024r. otrzymała specjalne malowanie dla upamiętnienia Jana Czochralskiego[24].
- W ramach projektu POKL (Program Operacyjny Kapitał Ludzki) w Centrum Nauki Kopernik w 2014 roku został opracowany szkolny zestaw edukacyjny „Walizka Profesora Czochralskiego” zawierający zarówno materiały do prostych doświadczeń z materiałoznawstwa, jak i przedruki przedwojennej prasy dotyczące wynalazków Profesora i jego i procesów sądowych. Do wybranych szkół w Polsce zostało przekazanych bezpłatnie 240 tych zestawów[25].

## Kalendarium
- 23 października 1885 – data urodzin,
- 1904 – przeprowadzka do Berlina,
- 19 sierpnia 1916 – wynalezienie metody Czochralskiego[22],
- 1917 – objęcie kierownictwa laboratorium metaloznawczego koncernu Metallbank und Metallurgische Gesellschaft,
- 1924 – opatentowanie metalu B,
- 1929 – powrót do Polski,
- kwiecień 1945 – aresztowanie pod zarzutem kolaboracji z Niemcami,
- sierpień 1945 – oczyszczenie z zarzutów,
- 22 kwietnia 1953 – śmierć Jana Czochralskiego,
- kwiecień 1954 – wyprodukowanie pierwszego tranzystora krzemowego[4].

## Publikacje książkowe
- J. Czochralski: Moderne Metallkunde in Theorie und Praxis, Verlag von Julius Springer, 1924[26].